# Ryszard Pełka
Ryszard Pełka (ur. 7 marca 1955 w Rzeszowie, zm. 14 maja 2015) – polski inżynier elektronik, specjalista w dziedzinie techniki cyfrowej i mikroprocesowej.

## Życiorys
W 1979 ukończył studia na Wydziale elektronicznym Politechniki Warszawskiej, od 1980 był związany zawodowo z Wydziałem Elektroniki Wojskowej Akademii Technicznej. Od 1982 wykładał Cyfrowe Układy elektroniczne, dwa lata później uzyskał stopień doktora nauk technicznych. Od 1986 prowadził zajęcia dotyczące systemów mikroprocesorowych, w 1996 rozpoczął wykłady z programowania systemów mikroprocesorowych w języku C/C++. W 1997 przedstawił pracę habilitacyjną, a do zakres przedmiotów wykładowych które prowadził rozszerzył o Technologie Internetowe i Elementy Sztucznej Inteligencji. W 2001 uzyskał tytuł profesora nadzwyczajnego, a w 2004 profesora Wojskowej Akademii Technicznej.

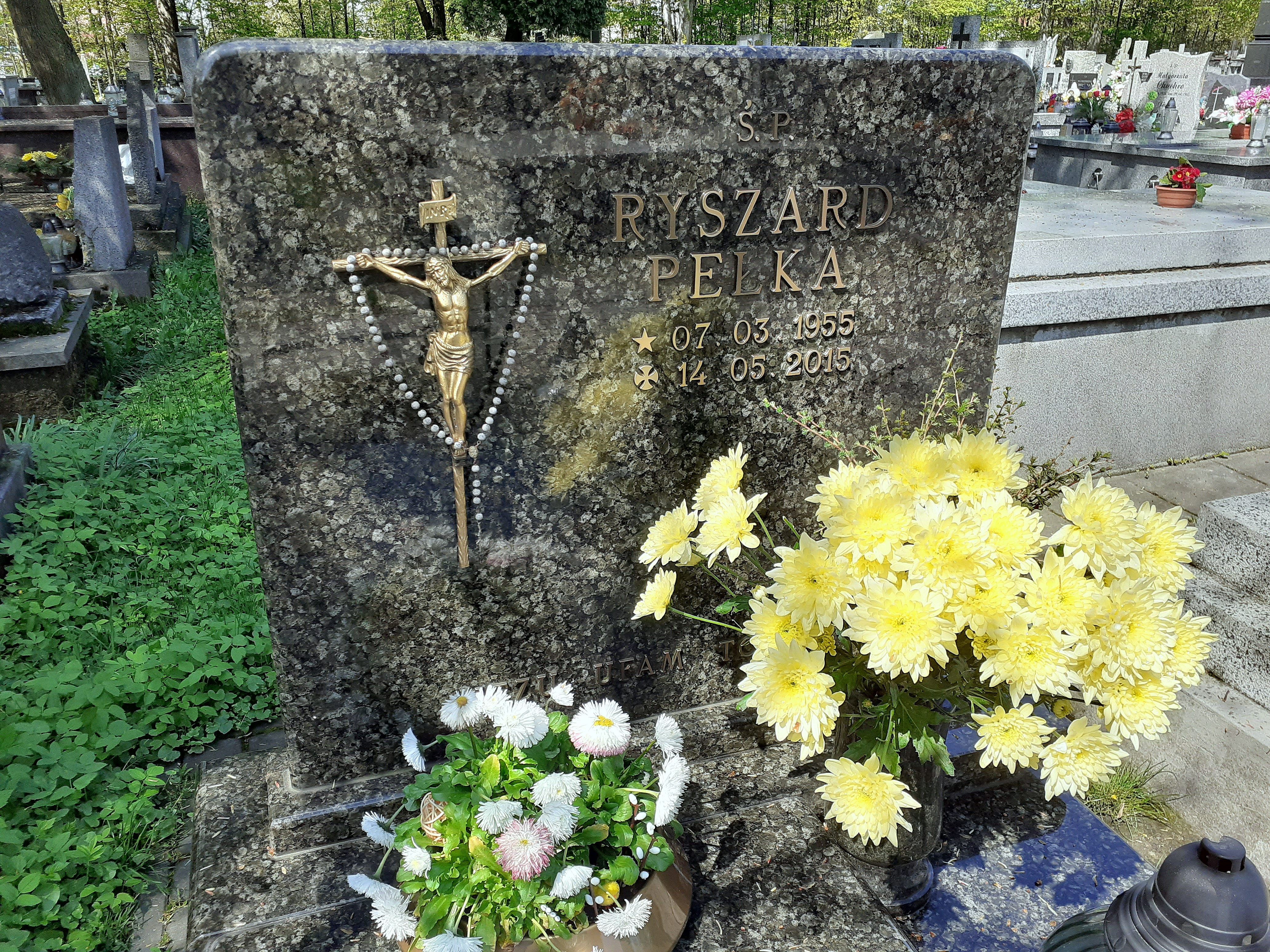
Nagrobek Ryszarda Pełki

## Odznaczenia
- Krzyż Kawalerski Orderu Odrodzenia Polski[2]
- Złoty Krzyż Zasługi